# Erirhinus
Erirhinus är ett släkte av skalbaggar. Erirhinus ingår i familjen Erirhinidae.

## Dottertaxa tillErirhinus, i alfabetisk ordning[1]
- Erirhinus acalyptoides
- Erirhinus acceptus
- Erirhinus aciphyllae
- Erirhinus acridulus
- Erirhinus aethiops
- Erirhinus affinis
- Erirhinus agnathus
- Erirhinus altivagans
- Erirhinus amplithorax
- Erirhinus anchoralis
- Erirhinus anxius
- Erirhinus arundineti
- Erirhinus atomarius
- Erirhinus atrirostris
- Erirhinus bicavus
- Erirhinus bimaculatus
- Erirhinus bispinus
- Erirhinus bituberculatus
- Erirhinus brunnirostris
- Erirhinus celmisiae
- Erirhinus cheesemani
- Erirhinus clitellarius
- Erirhinus concolor
- Erirhinus confusus
- Erirhinus constrictus
- Erirhinus cordipennis
- Erirhinus costirostris
- Erirhinus creperus
- Erirhinus crucigerus
- Erirhinus decorus
- Erirhinus difformipes
- Erirhinus dilucidus
- Erirhinus discoideus
- Erirhinus dolosus
- Erirhinus dorsalis
- Erirhinus dracophyllae
- Erirhinus durus
- Erirhinus ephippiatus
- Erirhinus equiseti
- Erirhinus eustictus
- Erirhinus exilis
- Erirhinus fascialis
- Erirhinus fasciatus
- Erirhinus femoralis
- Erirhinus ferrugatus
- Erirhinus festucae
- Erirhinus filirostris
- Erirhinus flavipes
- Erirhinus flavitarsis
- Erirhinus fructuum
- Erirhinus fulvescens
- Erirhinus fulvus
- Erirhinus fuscipes
- Erirhinus fusconotatus
- Erirhinus fuscoventris
- Erirhinus globicollis
- Erirhinus glottis
- Erirhinus gracilirostris
- Erirhinus indignus
- Erirhinus indistinctus
- Erirhinus infirmus
- Erirhinus inquinatus
- Erirhinus inquisitor
- Erirhinus insignis
- Erirhinus insolitus
- Erirhinus juniperinus
- Erirhinus juratus
- Erirhinus lateralis
- Erirhinus leucocomus
- Erirhinus leucophyllus
- Erirhinus limbatus
- Erirhinus luridus
- Erirhinus lutulentus
- Erirhinus maculatus
- Erirhinus maerkeli
- Erirhinus majalis
- Erirhinus mannerheimi
- Erirhinus melastomus
- Erirhinus merkli
- Erirhinus minutus
- Erirhinus moestus
- Erirhinus morio
- Erirhinus mucidus
- Erirhinus nebulosus
- Erirhinus nereis
- Erirhinus nesobius
- Erirhinus nitidus
- Erirhinus nocens
- Erirhinus obscurus
- Erirhinus occallescens
- Erirhinus oleariae
- Erirhinus oryzae
- Erirhinus pallidesignatus
- Erirhinus palustris
- Erirhinus pectoralis
- Erirhinus pertinax
- Erirhinus petax
- Erirhinus phaleratus
- Erirhinus pillumus
- Erirhinus poecilus
- Erirhinus puberulus
- Erirhinus punctator
- Erirhinus rhamni
- Erirhinus riehli
- Erirhinus rubricalis
- Erirhinus rufipes
- Erirhinus rufulus
- Erirhinus rufus
- Erirhinus rutilus
- Erirhinus salicinus
- Erirhinus scirpi
- Erirhinus scirrhosus
- Erirhinus sexmaculatus
- Erirhinus simulans
- Erirhinus spadiceus
- Erirhinus sparganii
- Erirhinus sparsus
- Erirhinus squameus
- Erirhinus squamulosus
- Erirhinus steveni
- Erirhinus stramineipes
- Erirhinus stramineus
- Erirhinus subconicollis
- Erirhinus subcostatus
- Erirhinus subsignatus
- Erirhinus suratus
- Erirhinus sylvaticus
- Erirhinus taeniatus
- Erirhinus tenuirostris
- Erirhinus terrestris
- Erirhinus tessellatus
- Erirhinus thomsoni
- Erirhinus titahensis
- Erirhinus titahenus
- Erirhinus tomentosus
- Erirhinus tortrix
- Erirhinus tremulae
- Erirhinus trilobus
- Erirhinus validirostris
- Erirhinus waltoni
- Erirhinus variegatus
- Erirhinus vecors
- Erirhinus veronicae
- Erirhinus vestitus
- Erirhinus villosulus
- Erirhinus viridipennis
- Erirhinus vittatus
- Erirhinus vorax
- Erirhinus xenorrhinus